# Nemzetközi Mazsorett-Sport Szövetség
A Nemzetközi Mazsorett-Sport Szövetség (International Association of Majorette-Sport, IAM) egy nonprofit nemzetközi sportszövetség, melynek célja a tánc és a mazsorettsport legkülönbözőbb formáinak támogatása nemzetközi szinten.

## Története
Öt nemzeti szövetség hozta létre 2004-ben a Nemzetközi Mazsorett-Sport Szövetséget (Magyarországon így jegyezték be, helyesen Nemzetközi Mazsorettsport Szövetség) a sportág európai körben, azonos versenyszabályokon alapuló kiterjesztése céljából. Az alapítók Mgr. Jiri Necid (the Civic Association of Hranice, Csehország), Stanisław Rewieński (Stowarzyszenie Mażoretek Tamburmajorek i Cheerleaderek Polskich, Lengyelország), Hegyesi István (Magyar Majorette Szövetség), PhDr. Róbert Geczy (Asociácia mažoretkového športu Slovensko, Szlovákia), Zeljka Banovic (Savez mažoretkinja i pom pon timova Hrvatske, Horvátország). Nagyon szinkronizált színpadi és menettánc-produkciókat adtak elő mazsorettbottal és pomponnal, de versenykörülmények között és versenyszabályok alapján. 2008-tól új tagok csatlakoztak (Ukrajna, Oroszország, Szerbia, Montenegró és Bulgária). 
A mazsorett-táncosok és a mazsorett-sportklubok egyre magasabb szintű elvárásait képviselve új vezetők, új szakemberek kapcsolódtak a munkába.
A kor kihívásainak megfelelve, a sportág fejlesztése érdekében a hagyományos mazsorettbot-technika mellett a baton-twirling, a zászlósbot mint új kéziszer, a pompon szekcióban a művészi torna és női torna talajgyakorlati elemei és a show-mazsorett kategória is beépítésre került. A különböző szekciókban korosztályonként különböző, előírt szertechnikai, koreográfiai és mozgáselemeket kell a gyakorlatokba építeni, így töretlen, folyamatos sportági fejlődés tapasztalható. A felelősség demokratikus megosztása és a szakértelem elsődlegességének elvárása 2011 óta a bizottsági munkában nyilvánul meg. A Bírói Bizottság és a Versenyzői Bizottság tagjai évente tanácskoznak, és 1-2 éves tervjavaslatot tesznek a sportág további útjára. 2013-ban Bosznia-Hercegovina, Görögország és Ausztria nyújtott be tagfelvételi kérelmet. 2015 a megújulás éve: új megjelenés, új dizájn, hagyomány alapú, naprakész tudás.

## Szervezeti felépítés
- Legfelsőbb szerve a Közgyűlés.
- A négyévente választott elnöksége öt tagú.
- Elnöke 2004–2012-ben Stanisław Rewieński, 2013-tól Geisztné Gogolák Éva.
- Bizottságai a Bírói Bizottság és a Versenyzői Bizottság.

## Versenyrendszere
Nemzeti bajnokság évente a tagországokban kora tavasszal. A legjobbak (a nemzeti kvalifikáció alapján), 2004 óta minden évben a mazsorett Európa-bajnokságon mérhetik össze a tudásukat, általában augusztusban. Öt alkalommal volt Európa Nagydíj nyílt nemzetközi verseny a tagországok különböző városaiban, a nyári időszakban.
Mazsorett-Európa-bajnokság
- 2004 Opole (Lengyelország)
- 2005 Opole
- 2006 Opole
- 2007 Opole
- 2008 Opole
- 2009 Opole
- 2010 Vyskov (Csehország)
- 2011 Porec (Horvátország)
- 2012 Opole
- 2013 Tatabánya
- 2014 Porec

Európa Nagydíj
- 2009 Opatija (Horvátország)
- 2011 Belgrád (Szerbia)
- 2012 Siófok
- 2013 Albena (Bulgária)
- 2015 Szeged[2]

## Versenygyakorlatok

### Szekciók
- Mazsorettbot (BAT)
- Pompon (POM)
- 2 különböző, egyszerre használt szer (MIX)
- Zászlósbot (FLAG)
- Show mazsorett  (SHOW)
- Menetdob (DRUM)

### Kategóriák
- Bot összetett csoport (kadett, junior, szenior)
- Pompon összetett csoport (kadett, junior, szenior)
- Mix csoport (kadett, junior, szenior)
- Zászlósbot csoport (junior, szenior)
- Improvizációs menet bottal (kadett, junior, szenior)
- Bot miniformáció (kadett, junior, szenior)
- Pompon miniformáció (kadett, junior, szenior)
- Mix miniformáció (kadett, junior, szenior)
- Zászlósbot miniformáció (junior, szenior)
- Bot leány duó-trió (kadett, junior, szenior)
- Pompon leány duó-trió (kadett, junior, szenior)
- Bot leány szólisták (kadett, junior, szenior)
- Bot szóló férfi  (junior, szenior)
- 2 botos leány szólista (szenior)
- Pompon leány szólisták (kadett, junior, szenior)
- Menetdobos csoport (junior, szenior)
- Show mazsorett csoport (kadett, junior, szenior)

### Korosztályok
- Mini: 0-6 éves
- Kadett: 6-12 éves
- Junior: 12–16 éves
- Szenior: 16 éves és ennél idősebb

A versenyszabályokat éves gyűlésén a Versenyzői Bizottság tekinti át, és határozza meg a következő versenyszezonra.

### Versenybírók
Nemzetközi versenyen 5-7 pontozó és egy technikai bíró alkotja a zsűrit, akiket a megválasztott vezetőbíró irányít és a versenyigazgató felügyel. A zsűrit azon országok nemzetközi képesítéssel rendelkező bírói alkotják, akik versenyzőt delegálnak az adott versenyre. A bírókat nemzeti javaslat alapján a Bírói Bizottság kéri fel, a zsűri beosztását a Bírói Bizottság állítja össze. A nemzetközi bírók vizsgát tesznek, majd az egyéves gyakornokság után évente kötelező szemináriumon vesznek részt.